# Jan Oelofse
Jan Hendrik Oelofse (* Januar 1934; † 15. Oktober 2012 auf Okonjati) war ein namibischer Tierpfleger und Naturschützer.

## Leben
Oelofse wuchs in Südwestafrika auf und übersiedelte später nach Ostafrika. Dort arbeitete er für „Tanganyika Game Limited“ und begann unter Willie de Beer seine berufliche Laufbahn als Wildfänger. Während dieser Tätigkeit fing er zumeist Tiere für europäische Zoos und gewann dadurch für seinen späteren Lebensweg Erfahrungen im Umgang mit wilden Tieren.
Für die Filmproduktionsgesellschaft Paramount Pictures war er in den 1960er Jahren tätig und war für das Fangen, Trainieren und die Pflege der Tiere zuständig, die im Filmklassiker Hatari! eingesetzt wurden. 1964 ging er zurück nach Afrika und übernahm eine Tätigkeit als Oberster Offizier des Wildfangs bei der Natal Naturschutzbehörde in Südost-Afrika. Hier setzte er sich bei Überforderung der Graskapazitäten für eine schonende Umsiedelung der Tiere in andere Wildreservate und Parks ein und optimierte die Fangmethoden mit dem Einsatz von Helikoptern.
1975 gründete er das Okonjati-Wildschutzgebiet zum Schutz der dortigen Tiere. Oelofse war dort Gastgeber der Friedensgespräche zur Unabhängigkeit Namibias 1989.